# داريل كوكس
داريل كوكس (بالإنجليزية: Darryl Cox)‏ هو ممثل أمريكي، ولد في 8 أبريل 1955 في ألمانيا.

## أعمال

### أفلام
- (1991) جي اف كي[3]

## وصلات خارجية
- داريل كوكس على موقع IMDb (الإنجليزية)
- داريل كوكس على موقع قاعدة بيانات الفيلم (الإنجليزية)